# Henryk Pytel
Henryk Tomasz Pytel (ur. 15 września 1955 w Sosnowcu, zm. 27 stycznia 2024) – polski hokeista grający na pozycji napastnika, reprezentant kraju, trzykrotny olimpijczyk.

## Życiorys
Wychowanek i w latach 1971–1983 zawodnik Zagłębia Sosnowiec. Cztery razy zdobywał tytuł mistrza Polski i dwa razy wicemistrza. W ekstraklasie polskiej rozegrał 344 mecze strzelając 270 bramek. W sezonie 1975/1976 zdobył tytuł króla strzelców ekstraklasy.
W 1983 wyjechał do Niemiec, gdzie grał w klubach EV Landshut, ESC Wolfsburg i Fronten. W 1984 został najskuteczniejszym strzelcem Bundesligi, zdobywając 52 bramki w sezonie.
W latach 1975–1986 w reprezentacji rozegrał 129 meczów, w których zdobył 77 bramek (2.  miejsce w historii polskiego hokeja). Trzykrotnie wziął udział w igrzyskach olimpijskich (Innsbruck 1976, Lake Placid 1980, Sarajewo 1984 oraz w ośmiu turniejach o mistrzostwo świata.
W 1993 powrócił do Polski. W sezonie 2004/2005 był trenerem hokeistów Zagłębia Sosnowiec (wspólnie z Andrzejem Nowakiem), od stycznia 2006 był asystentem trenera Krzysztofa Podsiadły.
Został pochowany na cmentarzu parafialnym przy ulicy Smutnej w Sosnowcu.

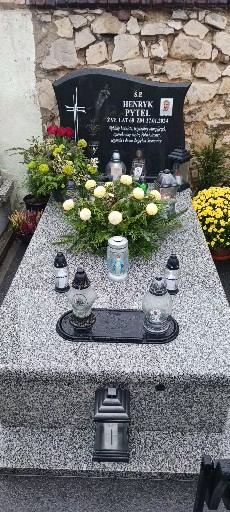
Grób Henryka Pytla

## Odznaczenia
- Srebrny Krzyż Zasługi (2005)[3]